# Verwaltungsgliederung der Oblast Tomsk
Die Oblast Tomsk im Föderationskreis Sibirien der Russischen Föderation gliedert sich in 16 Rajons und 4 Stadtkreise. Den Rajons sind insgesamt 3 Stadt- und 117 Landgemeinden unterstellt (Stand: 2010).

## Stadtkreise
| [ 1 ] | Stadtkreis  | Einwohner | Fläche (km²) | Bevölkerungs- dichte (Ew./km²) | Stadt- bevölkerung | Land- bevölkerung | Anzahl städtischer Siedlungen | Anzahl ländlicher Siedlungen |
| ----- | ----------- | --------- | ------------ | ------------------------------ | ------------------ | ----------------- | ----------------------------- | ---------------------------- |
| I     | Kedrowy     | 4.693     | 1697         | 3                              | 2.541              | 2.152             | 1                             | 6                            |
| II    | Sewersk     | 113.651   | ?            | ?                              | 106.910            | 6.741             | 1                             | 4                            |
| III   | Streschewoi | 45.177    | 213          | 212                            | 45.177             | –                 | 1                             | –                            |
| IV    | Tomsk       | 528.643   | 397          | 1332                           | 508.604            | 20.039            | 1                             | 7                            |

## Rajons
| [ 1 ] | Rajon           | Einwohner | Fläche (km²) | Bevölkerungs- dichte (Ew./km²) | Stadt- bevölkerung | Land- bevölkerung | Verwaltungssitz | Anzahl Stadt- gemeinden | Anzahl Land- gemeinden |
| ----- | --------------- | --------- | ------------ | ------------------------------ | ------------------ | ----------------- | --------------- | ----------------------- | ---------------------- |
| 1     | Alexandrowski   | 9.780     | 29.979       | 0,3                            | –                  | 9.780             | Alexandrowskoje | –                       | 6                      |
| 2     | Assinowski      | 38.349    | 6.033        | 6,4                            | 26.839             | 11.509            | Assino          | 1                       | 6                      |
| 3     | Baktscharski    | 13.736    | 24.686       | 0,6                            | –                  | 13.736            | Baktschar       | –                       | 7                      |
| 6     | Kargassokski    | 22.476    | 86.857       | 0,3                            | –                  | 22.476            | Kargassok       | –                       | 13                     |
| 8     | Kolpaschewski   | 42.412    | 17.202       | 2,5                            | 24.704             | 17.708            | Kolpaschewo     | 1                       | 8                      |
| 7     | Koschewnikowski | 22.240    | 3.908        | 5,7                            | –                  | 22.240            | Koschewnikowo   | –                       | 8                      |
| 9     | Kriwoscheinski  | 15.096    | 4.380        | 3,4                            | –                  | 15.096            | Kriwoscheino    | –                       | 7                      |
| 10    | Moltschanowski  | 14.037    | 6.351        | 2,2                            | –                  | 14.037            | Moltschanowo    | –                       | 5                      |
| 11    | Parabelski      | 12.149    | 35.051       | 0,3                            | –                  | 12.149            | Parabel         | –                       | 5                      |
| 12    | Perwomaiski     | 19.915    | 15.554       | 1,3                            | –                  | 19.915            | Perwomaiskoje   | –                       | 6                      |
| 16    | Schegarski      | 20.676    | 5.030        | 4,1                            | –                  | 20.676            | Melnikowo       | –                       | 6                      |
| 5     | Syrjanski       | 14.819    | 3.966        | 3,7                            | –                  | 14.819            | Syrjanskoje     | –                       | 5                      |
| 13    | Teguldetski     | 7.778     | 12.271       | 0,6                            | –                  | 7.778             | Teguldet        | –                       | 4                      |
| 14    | Tomski          | 67.352    | 10.035       | 6,7                            | –                  | 67.352            | Tomsk           | –                       | 19                     |
| 15    | Tschainski      | 12.677    | 7.242        | 1,8                            | –                  | 12.677            | Podgornoje      | –                       | 4                      |
| 4     | Werchneketski   | 18.104    | 43.349       | 0,4                            | 8.599              | 9.505             | Bely Jar        | 1                       | 8                      |